# Drepanocentron sarmichta
Drepanocentron sarmichta är en nattsländeart som beskrevs av Schmid 1982. Drepanocentron sarmichta ingår i släktet Drepanocentron och familjen Xiphocentronidae. Inga underarter finns listade i Catalogue of Life.